# Station Doi
Station Doi (土居駅, Doi-eki) is een spoorwegstation in de Japanse stad Moriguchi. Het wordt aangedaan door de Keihan-lijn. Het station heeft twee sporen, gelegen aan twee zijperrons.

## Treindienst

#### Keihan-lijn
| 1 | ■ Keihan-lijn | richting Moriguchishi, Hirakatashi, Sanjō en Demachiyanagi |
| 2 | ■ Keihan-lijn | richting Kyōbashi, Yodoyabashi en Nakanoshima              |

## Geschiedenis
Het station werd geopend in 1932. Van september 1945 tot maart 1947 was het station gesloten en in 1948 werd er een nieuw station opgeleverd. Vanaf 1972 t/m 1980 werd het station verbouwd en verhoogd tot boven het maaiveld.

## Overig openbaar vervoer
Bussen 34, 35, 78, 110 en 110A.